# Matteo Tonengo
Matteo Tonengo (Chivasso, 20 maggio 1907 – Chivasso, 16 aprile 1955) è stato un politico e partigiano italiano.

## Biografia
Agricoltore, autodidatta, prese parte attivamente alla guerra di liberazione fra i partigiani della "Divisione Autonoma  Monferrato", con il nome di battaglia "Tom  Mix".
Di idee monarchiche (si candiderà con il Partito Nazionale Monarchico nel Collegio di Ivrea alle elezioni per la II Legislatura del 1953) e anticomuniste, era un fervente cattolico. Fu eletto consigliere comunale di Chivasso subito dopo la conclusione della Seconda guerra mondiale, con 2.088 preferenze. Alle elezioni politiche del 1948, nella Circoscrizione Torino-Novara-Vercelli, fu eletto Deputato per la Democrazia Cristiana grazie ai 29.968 voti ricevuti.
Nel 1951 fu riconfermato consigliere comunale, e contemporaneamente fu eletto al Consiglio provinciale di Torino.
Morì di infarto a quasi 48 anni.